# Австралийские толстохвостые гекконы
Австралийские толстохвостые гекконы (лат. Underwoodisaurus) — род пресмыкающихся из семейства Carphodactylidae. Родовое название дано в честь британского герпетолога Гарта Андервуда.

## Описание
Общая длина представителей этого рода колеблется от 8 см. Наблюдается половой диморфизм — самцы всегда меньше самок. Кожа оранжевого или тёмно-жёлтого цвета с многочисленными светлыми пятнами разной величины. Хвост чётко отделен от туловища. Особенностью этого рода является наличие очень толстого хвоста. Лапы длинные и тонкие, глаза большие.

## Образ жизни
Населяют пустыни и полупустыни. Часто живут в кустах и зарослях. Днём отдыхают под листьями и камнями. Питаются сверчками, тараканами и пауками. Едят 1 раз в 3—4 дня. При опасности издают звуки, напоминающие лай или шипение. Наибольшую опасность для них представляют змеи.

## Размножение
Это яйцекладущие пресмыкающиеся. Брачный сезон начинается в июле. Самка откладывает не менее 2 яиц, совершая до 10 кладок в год. Яйца зарываются под землю. Через 65 дней появляются молодые гекконы.

## Распространение
Являются эндемиками Австралии.

## Классификация
На май 2019 года в род включают 2 вида:
- Underwoodisaurus milii (Bory de Saint-Vincent, 1823) — Австралийский толстохвостый геккон
- Underwoodisaurus seorsus Oughty & Oliver, 2011